# Betão aparente
Betão aparente (português europeu) ou concreto aparente (português brasileiro) indica um modo de uso arquitetônico do concreto que consiste em não cobrir a sua superfície com argamassa, gesso ou outros materiais (pedras, tijolos, azulejos), mas sim deixá-la exposta, visível, destacando-se assim as formas e as características estruturais da edificação. Essa superfície  lisa, sem reboco, é obtida mediante o uso de concreto muito fino composto de cimento líquido e agregados de granulação pequena que revelam as formas e estruturas da fôrma utilizada. Há várias maneiras de se obter essa superfície, seja mediante o uso de placas de fôrma, fôrmas lisas, concreto moldado ou concreto em camadas.
Por razões estéticas, o concreto pode receber algum tipo de tratamento na superfície - lavagem, tratamento com ácido, jateamento de areia ou apicoamento (remoção superficial com o uso de picão).  Há também processos de revestimento - como fotoconcreto, pedras falsas e pintura - que não alteram a impressão deixada pelas fôrmas.

## Exemplos notáveis de uso do concreto aparente
Desde a década de 1920, o concreto tem sido usado como material estrutural e ornamental, deixado exposto. A arquitetura moderna, especialmente com a corrente arquitetônica do Brutalismo (do francês beton brut: 'concreto bruto'), tem-se utilizado cada vez mais da expressividade do concreto aparente. A partir dos volumes plásticos, embora brutais, de Le Corbusier, na Unité d'Habitation de Marseille, na França, e no Palácio da Assembleia Legislagiva do Punjab, em Chandigarh, na Índia, surgiu um verdadeiro estilo arquitetônico ligado ao uso do concreto aparente. Também na Itália, foram realizadas importantes obras com concreto aparente, como o Palazzetto dello Sport (1956), em Roma, projetado por  Annibale Vitellozzi e Pier Luigi Nervi; a sede do Grupo Mondadori, em Segrate (área metropolitana de Milão) e o Palácio dos Arcos, de Oscar Niemeyer; a ponte sobre o rio Basento, de Sergio Musmeci e, mais recentemente, o museu  MAXXI, em Roma, de Zaha Hadid.
- Boston City Hall, Boston.
- MAXXI, Roma
- Palácio da Assembleia do Punjab, Chandigarh
- Ponte Musmeci, Potenza.
- Palácio dos Arcos (Itamaraty), Brasília.